# Dalmatius (Cognomen)
Dalmatius oder Delmatius (wörtlich: „aus Dalmatien“) ist ein römisches Cognomen.

## Namensträger
- Dalmatius oder Delmatius, möglicherweise Marcus Aurelius Dalmatius, Vater des Kaisers Probus
- Flavius Dalmatius (bekannt als Dalmatius der Zensor; † 337/338), Konsul 333, Vater des Mitkaisers Dalmatius
- Flavius Iulius Dalmatius (auch Delmatius; † 337/338), römischer Mitkaiser, siehe Dalmatius (Caesar)